# Dalmatische Sprache
Das Dalmatische ist eine ausgestorbene romanische Sprache, die längs der Ostküste der Adria von Rijeka/Fiume bis Kotor, vor allem aber in der historischen Region Dalmatien gesprochen wurde.

## Geschichte
Das Dalmatische entstand aus dem Vulgärlatein des Gebietes der östlichen Adriaküste. Der Verlauf der Isoglossen innerhalb des Vulgärlateins in diesem Raum vor der slawischen Einwanderung und damit die Grenzen zwischen dem ursprünglichen Verbreitungsgebiet der Vorläuferformen des Dalmatischen und denen anderer romanischer Varietäten wie des Urrumänischen lassen sich mangels Quellen nicht genau bestimmen.

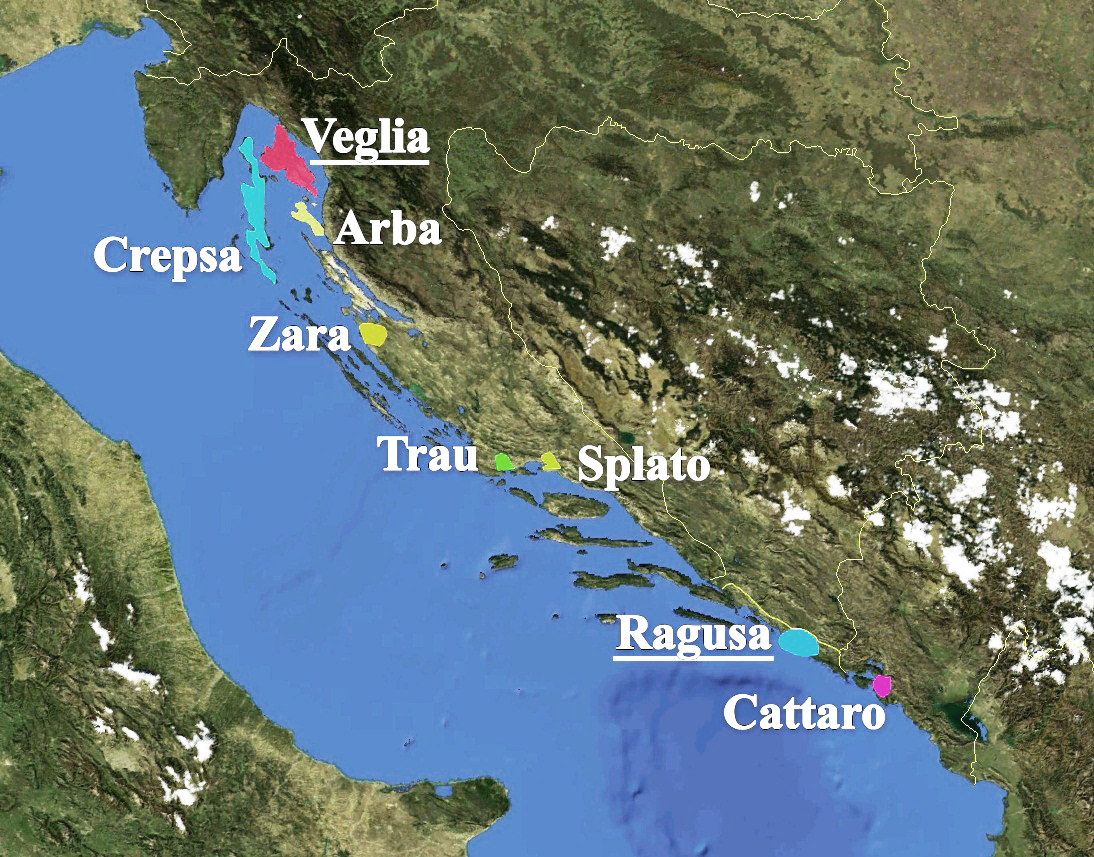
Die Verbreitung des Dalmatischen im späten Mittelalter

Durch die Einwanderung von Slawen in den östlichen Adriaraum seit dem 7. Jahrhundert wurde die romanischsprachige Bevölkerung in einige Küstenstädte – vor allem Zara, Splato und Ragusa – und auf vorgelagerte Inseln zurückgedrängt. Diese bilden das belegte Verbreitungsgebiet des Dalmatischen im Mittelalter.
In den Städten wurde es allmählich durch das kroatische Südslawisch (Čakavische bzw. Štokavische), das infolge der Zuwanderung von Slawen aus dem Landesinneren vordrang, einerseits und das Italienische (vor allem das Venezianische), das sich infolge der transadriatischen Kontakte und der Expansion der Republik Venedig verbreitete, andererseits verdrängt und kam dort zu Beginn der Neuzeit außer Gebrauch.
Lediglich auf einigen Adriainseln hielt es sich noch länger, am längsten auf der Insel Krk (dalmatisch Vikla), wo der letzte Sprecher, Tuone Udaina, 1898 starb.

## Klassifikation
Das Dalmatische nimmt innerhalb der romanischen Sprachen eine Zwischenstellung zwischen dem Italoromanischen und den aus dem Ur-Rumänischen hervorgegangenen romanischen Varietäten Südosteuropas ein. Es wird aktuell gemeinsam mit der istriotischen Sprache zu den dalmatoromanischen Sprachen, als Subgruppe der italodalmatischen Sprachen, klassifiziert.
Auf der Grundlage der Arbeiten Matteo Giulio Bartolis wird das Dalmatische seit Beginn des 20. Jahrhunderts in der Romanistik als eigenständige Sprache klassifiziert. Da die beiden einzigen in nennenswertem Maße belegten Varietäten des Dalmatischen, das Ragusäische und das Vegliotische, sich in erheblichem Maße voneinander unterscheiden, werden sie in jüngerer Zeit gelegentlich auch als eigenständige Sprachen klassifiziert, so dass Dalmatisch dann der Oberbegriff für eine Gruppe verwandter Sprachen ist.

## Sprachliche Charakteristika

### Phonologie
Auf lautlichem Gebiet zeigt das Dalmatische in einigen Bereichen konservative Züge, so in dem Erhalt der Aussprache des c vor e als k, z. B. lat. cenare → dalm. kenur.
Andererseits finden sich auch lautliche Innovationen. So zeichnet sich das Dalmatische durch eine Vielzahl an Diphthongen aus, z. B. lat. nepotem → dalm. nepaut. Dabei diphthongiert das Dalmatische in geschlossener ebenso wie in offener Silbe, eine Eigenschaft, die unter den übrigen romanischen Sprachen nur im Spanischen, Asturischen und im Friaulischen zu finden ist: lat. NOSTER/NOSTRU „unser“ → dalmatisch nuester, spanisch nuestro, asturisch nuesu/nuosu, friaulisch nuestri aber ital. nostro, franz. notre, portug. nosso, rumän. nostru, katalanisch nostre, okzitanisch nòstre, sardisch nostru, bündnerromanisch noss. Die Diphthongierung von lat. langem i (Ī) und langem u (Ū) findet sich sonst nur in einem süditalienischen Dialekt, dem Abruzzischen, das genau „gegenüber“ dem ehemaligen dalmatischen Sprachgebiet gesprochen wird: lat. DĪCO „ich sage“ → doikë.
Zudem finden sich Palatalisierungen von lat. betontem a zu offenem e: lat. PANE(M) „Brot“ → dalm.-rag. pen, TATA „Vater“ → teta, vulgärlat. CASA „Haus“ → kesa etc. Vergleichbare Palatalisierungen des Typs A → é bzw. è finden sich auch in den galloitalischen Dialekten und im Französischen, z. B. lat. SALE(M) „Salz“ → französisch sel, emilianisch-romagnolisch säl (mit sehr offenem e) bzw. sel, vgl. auch altfranzösisch chez „Haus“ (heute Präposition „bei“) ebenso wie dalm. chesa „Haus“. Im Rumänischen findet sich eine solche Entwicklung hingegen nicht, z. B. TATA „Vater“ → rumän. tată.

### Nomina
Das Dalmatische unterscheidet Numerus (Singular und Plural) und Genus (Maskulinum und Femininum), verlor jedoch in einigen wenigen Fällen die Numerusmarkierung am Wortende maskuliner Nomina. Wie in allen anderen romanischen Sprachen, außer im Rumänischen, ist die lateinische Kasusflexion beim Nomen, nicht jedoch beim Personalpronomen verloren gegangen, welches Nominativ, Obliquus und Possessiv unterscheidet.

### Verben
Die Verb-Endungen verschiedener Personen, zum Beispiel 3. Person Singular und 3. Person Plural, teilweise auch andere, sind zusammengefallen, obwohl die Person durch das Personalpronomen oder das Nomen im Singular oder Plural unterscheidbar blieb. Die gleicht den Verhältnissen im modernen Französischen, wo 4 von 6 Personen bei den Verben der a-Konjugation gleich lauten: je parle, tu parles, il parle, ils parlent ([paʀl]). Die 3. Person Sg. und 3. Person Pl. wurden nicht voneinander unterschieden, ebenso wie im heutigen Französischen bei den Verben der a-Konjugation (frz. il parle / ils parlent [ilpaʀl] „er spricht“ / „sie sprechen“), in vielen italienischen Dialekten, z. B. im Venezischen (venezisch el finise / i finise „er beendet“ / „sie beenden“), und im Rumänischen bei den Verben der a-Konjugation (rumän. adună sowohl „er sammelt“ als auch „sie sammeln“). 
Im Bereich der Vergangenheitstempora ist festzustellen, dass das Dalmatische die ursprüngliche und in allen romanischen Sprachen vorhandene Dreiteilung zwischen Imperfekt, analytischem und synthetischem Perfekt wie das heutige Französische auf die Opposition Imperfekt – analytisches Perfekt reduziert hat. Die in fast allen romanischen Sprachen vorhandene Futurperiphrase des Typs lat. CANTARE+HABEO (> ital. canterò, span. cantaré) gab es im Dalmatischen nicht, stattdessen setzte diese Sprache das lateinische Futur II fort, also CANTAVERO (eigentlich „ich werde gesungen haben“) → dalmat. kantura „ich werde singen“. Das Konditional leitete sich aus dem lateinischen Plusquamperfekt ab, so entstand aus lat. CANTAVERAM dalmat. kantuora „ich würde singen“, das mit der Zeit nicht mehr vom Futur unterschieden werden konnte, weil es damit homophon geworden war.

### Adjektiv und Adverb
Adjektive werden gleichen sich nach Numerus und Genus dem zugehörigen Nomen an. Wie im Rumänischen, Sardischen und Friaulischen fehlt eine morphosyntaktische Kennzeichnung der Kategorie Adverb, das heißt, das maskuline Adjektiv wird als Adverb verwendet. Die großen romanischen Sprachen bedienen sich hierzu hingegen des Typs 'feminines Adjektiv+MENTE', vgl. ital. quotidiano (Adjektiv) und quotidianamente (Adverb) aber dalmat. cotidiun (Adjektiv+Adverb).

### Artikel und Possessivpronomen
Wie in den meisten romanischen Sprachen außer dem Dakorumänischen steht der Artikel pränominal, das Possessivum steht jedoch analog zu den meisten süditalienischen Dialekten und zum Rumänischen enklitisch bzw. postnominal und mit dem definiten Artikel: dalmat. el naun to „dein Name“.

## Dokumentierte Varietäten
Direkte Sprachzeugnisse, die die Rekonstruktion der sprachlichen Strukturen ermöglichen, liegen lediglich für eine dalmatische Varietät vor, für das Vegliotische. Für die übrigen Varietäten ist man auf indirekte Quellen angewiesen, die nur Teilrekonstruktionen erlauben. Relativ gut dokumentiert ist auf diesem Wege das Ragusäische.
Das Ragusäische, die Varietät der Stadt Dubrovnik (italienisch Ragusa), kam wohl im 16. Jahrhundert außer Gebrauch.  Es ist nur aus zwei Briefen sowie einigen mittelalterlichen Dokumenten bekannt.
Das Vegliotische, das Idiom der Insel Krk (italien. Veglia) in der Kvarner-Bucht, wurde in Teilen der Insel bis ins 19. Jahrhundert gesprochen. Es ist aus Aufzeichnungen von Sprachmaterial des Romanisten Matteo G. Bartoli bekannt, das er im Jahr 1897 in Gesprächen mit dem letzten lebenden Muttersprachler Antonio Udina zusammenstellte. Udina starb am 10. Juni 1898.

## Textbeispiel und Textvergleich
| Lateinisch                                      | Dalmatisch                                                | Friaulisch                                                  | Italienisch                                            | Istrorumänisch                                    | Rumänisch                                               |
| ----------------------------------------------- | --------------------------------------------------------- | ----------------------------------------------------------- | ------------------------------------------------------ | ------------------------------------------------- | ------------------------------------------------------- |
| Pater noster, qui es in caelis,                 | Tuota nuester, che te sante intel sil,                    | Pari nestri che tu sês tal cîl,                             | Padre nostro, che sei nei cieli,                       | Ciace nostru car le ști en cer,                   | Tatăl nostru care ești în ceruri,                       |
| sanctificetur nomen tuum.                       | sait santificuot el naun to.                              | che al sedi santifiât il to nom.                            | sia santificato il tuo nome.                           | neca se sveta nomelu teu.                         | sființească-Se numele Tău.                              |
| Adveniat regnum tuum.                           | Vigna el raigno to.                                       | Che al vegni il to ream.                                    | Venga il tuo regno.                                    | Neca venire craliestvo to.                        | Vie Împărăția Ta.                                       |
| Fiat voluntas tua, sicut in caelo, et in terra. | Sait fuot la voluntuot toa, coisa in sil, coisa in tiara. | Che e sedi fate la tô volontât, sicu in cîl cussì in tiere. | Sia fatta la tua volontà, come in cielo così in terra. | Neca fie volia ta, cum en cer, așa și pre pemint. | Facă-se voia Ta, precum în cer, așa și pe pământ.       |
| Panem nostrum cotidianum da nobis hodie.        | Duote costa dai el pun nuester cotidiun.                  | Danus vuê il nestri pan cotidian.                           | Dacci oggi il nostro pane quotidiano                   | Pera nostre saca zi de nam astez.                 | Pâinea noastră cea de toate zilele dă-ne-o nouă astăzi. |
| Et dimitte nobis debita nostra,                 | E remetiaj le nuestre debete,                             | E pardoninus i nestris debits,                              | E rimetti a noi i nostri debiti,                       | Odproste nam dutzan,                              | Și ne iartă nouă păcatele noastre,                      |
| sicut et nos dimittimus debitoribus nostris.    | coisa nojiltri remetiaime a i nuestri debetuar.           | sicu ancje nô ur ai pardonìn ai nestris debitôrs.           | come noi li rimettiamo ai nostri debitori.             | ca și noi odprostim a lu nostri dutznici.         | precum și noi iertăm greșiților noștri.                 |
| Et ne nos inducas in tentationem,               | E naun ne menur in tentatiaun,                            | E no stâ menânus in tentazion,                              | E non ci indurre in tentazione,                        | Neca nu na tu vezi en napastovanie,               | Și nu ne duce pe noi în ispită,                         |
| sed libera nos a malo.                          | miu deleberiajne dal mal.                                 | ma liberinus dal mâl.                                       | ma liberaci dal male.                                  | neca na zbăvește de zvaca slabe.                  | ci ne mântuiește de cel rău.                            |